# راي هولبرت
راي هولبرت (بالإنجليزية: Ray Holbert)‏ هو لاعب كرة قاعدة أمريكي، ولد في 25 سبتمبر 1970.

## وصلات خارجية
- راي هولبرت على موقعبيزبول رفرنس.كوم (الدوري الرئيسي) (الإنجليزية)
- راي هولبرت على موقعبيزبول رفرنس.كوم (الدوري الثانوي) (الإنجليزية)
- راي هولبرت على موقع مشجعي الرسوم البيانية (الإنجليزية)